# Tiarocarpus neubaueri
Tiarocarpus neubaueri là một loài thực vật có hoa trong họ Cúc. Loài này được (Rech.f.) Rech.f. miêu tả khoa học đầu tiên.